# 崎元讓
崎元 讓（さきもと じょう、1947年9月11日 - ）は、日本のクラシック系ハーモニカ奏者。
世界ハーモニカ・コンクール第2位入賞者。CD「ポエム・ハーモニカ」により、2002年度文化庁芸術祭レコード部門で優秀賞受賞。日本音楽家ユニオン代表運営委員、日本芸能実演家団体協議会常任理事を歴任。現在CPRA（実演家著作隣接権センター）運営委員長。新垣勉らのCDのレコーディングに参加。テレビ、ラジオ、映画、CM音楽などの分野でも活躍。

## 経歴
- 1947年東京生まれ。神奈川県立横浜翠嵐高等学校卒業。佐藤秀廊に師事[3]。
- 1967年、東京で第1回リサイタル開催[3]。
- 1970年、西ドイツのトロシンゲン市立音楽院に留学[3]。
- 1971年、ロンドンでトミー・ライリーに師事。第13回世界ハーモニカ・コンクール第2位入賞[3]。
- 1973年、帰国リサイタルを全曲ハーモニカのオリジナル曲で開く[3]。
- 1978年、NHK交響楽団定期公演（岩城宏之指揮）、1980年新日本フィルハーモニー交響楽団公演（小澤征爾指揮）に出演[3]。
- 1990年から日本音楽家ユニオン代表運営委員[4]。
- 2000年から日本芸能実演家団体協議会常任理事[2]。

現在CPRA（実演家著作隣接権センター）運営委員長。

## ディスコグラフィ
- アヴェ・マリア 2000年
- ヴォカリーズ 2000年
- ポエム・ハーモニカ 2002年
- 亡きセルゲイへの追伸 2003年
- ハーモニカの芸術2008年
- ロドリーゴ：スペインの小さな田舎町〜ハーモニカ作品集 2008年

## 注
1. ↑  『読売年鑑 2016年版』（読売新聞東京本社、2016年）p.509
2. 1 2  活躍するOB・OG翠嵐会サイト
3. 1 2 3 4 5 6  演奏家プロフィールカメラータ・トウキョウサイト
4. ↑  音楽人通信1998年2月号日本音楽ユニオンサイト